# Alena Míšková
Alena Míšková (8. října 1957 Plzeň – 18. prosince 2015 Praha) byla česká vysokoškolská pedagožka, archivářka a historička se specializací na dějiny německých vědeckých institucí v Čechách a vztahy Čechů a Němců v 19. a 20. století.

## Profesní životopis

### Zisk vysokoškolského vzdělání
Narodila se v Plzni. V letech 1972-1977 vystudovala plzeňské Gymnázium na ulici Pionýrů 2 (dnešní Masarykovo gymnázium). V letech 1977-1981 pokračovala ve studiu na pražské Filozofické fakultě Univerzity Karlovy, a to oborů pomocné vědy historické-archivnictví. Po vysokoškolském studiu pracovala do roku 1985 jako archivářka ve Státním ústředním archivu, v oddělení fondů po roce 1945. V roce 1984 získala titul PhDr.

### Práce archivářky
V letech 1986-1996 a od roku 2002 až do své smrti pracovala v archivu Akademie věd. Do roku 1993, tedy do rozdělení Československa) nesl archiv Akademie název Ústřední archiv ČSAV. Alena Míšková byla zprvu odbornou archivářkou, v období 1. 3. 1992 až 31. 10. 1994 se stala ředitelkou Ústředního archivu ČSAV, respektive od 1. 1. 1993 Archivu AV ČR. Ředitelkou Archivu AV ČR byla znovu krátce několik měsíců v roce 2005. Následně v roce 2006 došlo transformací Akademie věd ke spojení Archivu a Masarykova ústavu do jednoho pracoviště. Po sloučení se stala zástupkyní ředitele tohoto pracoviště, ve funkci byla do 1. 5. 2008, poté opět jen vědeckou pracovnicí. V letech 2009-2011 pracovala v Archivu bezpečnostních složek (ABS), kde zpracovávala především německé fondy z 2. sv. války.

### Vysokoškolská pedagogická dráha
V 90. letech se začala věnovat vysokoškolské pedagogické práci. Patřila k zakladatelům Katedry německých a rakouských studií na Fakultě sociálních věd (FSV) Univerzity Karlovy. Na katedře působila v letech 1994-2001, stala se postupně proděkankou FSV pro studijní záležitosti, i vedoucí katedry. V roce 1998 získla titul doc. Institutu mezinárodních studií Fakulty sociálních věd Univerzity Karlovy. Od roku 2000 až do smrti vyučovala na Katedře dějin a didaktiky dějepisu Pedagogické fakulty Univerzity Karlovy. Studenti ji cenili pro její lidský přístup.

### Odborné zaměření
Odborně se věnovala dějinám německých vědeckých institucích v Čechách, vztahům intelektuálů a totalitních režimů, vztahům Čechů a Němců v 19. a 20. století. Do roku 2007 byla členkou Česko-německé komise historiků.

## Dílo (výběr)
- Německá (Karlova) univerzita od Mnichova k 9. květnu 1945. Praha: Karolinum, 2002. 279 s. ISBN 80-246-0129-X.
- Die Deutsche (Karls-) Universität vom Münchener Abkommen bis zum Ende des Zweiten Weltkrieges. Praha : Karolinum, 2007. 346 s. ISBN 978-80-246-1208-9.
- Josef Pfitzner a protektorátní Praha v letech 1939-1945. Svazek 1. Deník Josefa Pfitznera, úřední korespondence Josefa Pfitznera s Karlem Hermannem Frankem. Praha : Scriptorium, 2000, 664 s. ISBN 80-86197-14-X (s Vojtěchem Šustkem).
- Bohemia docta. K historickým kořenům vědy v českých zemích. Praha : Academia, 2019. 529 s. ISBN 978-80-200-1809-0 (spolueditorka s Martinem Francem a Antonínem Kostlánem).
- Z katedry dějiny východní Evropy na pražskou radnici. Josef Pfitzner 1901-1945. Praha: Academia, 2021 (spolu s Detlefem Brandesem, překlad z něm.).[7]

## Ocenění
- Magnesia Litera (2011) za knihu Bohemia docta
- Cena rektora Univerzity Karlovy (2003) za publikaci Německá (Karlova) univerzita od Mnichova k 9. květnu 1945[8]